# Chicago Ridge
Chicago Ridge – wieś w Stanach Zjednoczonych, w stanie Illinois, w hrabstwie Cook.